# Torneo WTA de Lausanne 2021
El Ladies Championship Lausanne 2021 fue un torneo de tenis femenino jugado en pistas de tierra batida. Fue la 28.ª edición del Campeonato de Damas (pero la primera en Lausanne), formó parte de la categoría WTA 250 de 2021. Se llevó a cabo en Tennis Club Stade Lausanne en Lausana (Suiza), del 12 hasta el 16 de julio de 2021.

## Distribución de puntos
| Modalidad           | Campeona | Finalista | Semifinales | Cuartos de final | 2ª ronda | 1ª ronda | Clasificadas | 2ª ronda de clasificación | 1ª ronda de clasificación |
| Individual femenino | 280      | 180       | 110         | 60               | 30       | 1        | 18           | 12                        | 1                         |
| Dobles femenino     | 280      | 180       | 110         | 60               | 1        | -        | -            | -                         | -                         |

## Cabezas de serie

### Individuales femenino
| Tenista         | Ranking | Preclasificada |
| Tamara Zidanšek | 48      | 1              |
| Fiona Ferro     | 50      | 2              |
| Jil Teichmann   | 51      | 3              |
| Camila Giorgi   | 58      | 4              |
| Caroline Garcia | 76      | 5              |
| Arantxa Rus     | 84      | 6              |
| Jasmine Paolini | 88      | 7              |
| Anna Blinkova   | 89      | 8              |

- Ranking del 28 de junio de 2021.

### Dobles femenino
| Tenista                             | Ranking | Preclasificada |
| Anna Blinkova Anna-Lena Friedsam    | 116     | 1              |
| Eri Hozumi Shuai Zhang              | 180     | 2              |
| Elixane Lechemia Ingrid Neel        | 203     | 3              |
| Erin Routliffe Kimberley Zimmermann | 294     | 4              |

## Campeonas

### Individual femenino
Tamara Zidanšek venció a  Clara Burel por 4-6, 7-6(7-5), 6-1

### Dobles femenino
Susan Bandecchi /  Simona Waltert vencieron a  Ulrike Eikkeri /  Valentini Grammatikopoulou por 6-3, 6-7(3-7), [10-5]